# بت یو اس
بت یو اس یک شرکت بازی سازی آنلاین خصوصی است که شرط‌بندی‌های ورزشی، بازی‌های کازینو و اسب سواری را ارائه می‌دهد. از ژوئن سال ۲۰۱۵، بت یو اس دارای امتیاز C در SportsBookReview. است.

## محصولات
این شرکت شرط‌بندی در مسابقات ورزشی و اسب سواری را می‌پذیرد و یک کازینو را اداره می‌کند. بازی‌ها را می‌توان به صورت بازی فوری با استفاده از مرورگر وب شخصی انجام داد.

## شرط‌بندی پیشنهادها
شرکت بت یو اس در مورد وقایع کنونی، افراد مشهور، واقعیت تلویزیون و سیاست، به اصطلاح پیشنهادهایی را ارائه می‌دهد. این عناوین با ارائه اختلافاتی در مورد اثرات گرم شدن کره زمین و اینکه آیا جهان در تاریخ ۰۶/۰۶/۰۶ به پایان می‌رسد، عناوین اصلی را ایجاد کرد.

## فواید
BetUS به بازیکنان پاداش واریز اولیه خود را به شرکت و همچنین «بازپرداختهای بعدی» ارائه می‌دهد.
تبلیغات روزانه کازینو، مسابقات رایگان و برجسته مانند مربع شرط‌بندی و استخر بازمانده نیز برای مشتریان فعال در دسترس است.

## یادداشت
1. ↑  «نسخه آرشیو شده». بایگانی‌شده از اصلی در ۲۶ مارس ۲۰۱۳. دریافت‌شده در ۱۰ دسامبر ۲۰۱۹.
2. ↑  "Place your bets on global warming". USA Today. April 13, 2007. Retrieved February 4, 2012.
3. ↑  Borenstein, Seth (June 4, ۲۰۰۶). "Curiosity, humor surround June 6, 2006". USA Today. Retrieved February 4, 2012.